# Pasanggrahan (Bojong)
Pasanggrahan is een bestuurslaag in het regentschap Purwakarta van de provincie West-Java, Indonesië. Pasanggrahan telt 2094 inwoners (volkstelling 2010).